# Francesco Kirn
Francesco Kirn (Milano, 29 gennaio 1907 – Karlovac, 4 dicembre 1941) è stato un militare italiano, decorato con la medaglia d'oro al valor militare alla memoria nel corso della seconda guerra mondiale.

## Biografia
Nacque a Milano il 29 gennaio 1907, figlio di Francesco e Emma Stighlich. 
Appartenente a una patriottica famiglia originaria di Fiume, frequentò nella sua città natale le scuole elementari e quindi il ginnasio sino al 1919. Dopo la fine della prima guerra mondiale suo padre ritornò a Fiume dove egli proseguì gli studi ginnasiali sino al 1923, quando a causa di un diverbio con un professore dovette abbandonare gli studi. Nel 1924 andò a lavorare presso la ROMSA dove rimase fino al 5 maggio 1927 quando fu chiamato a prestare servizio militare di leva nel Regio Esercito in forza all'11º Reggimento bersaglieri fino al novembre di quell'anno. Rientrato a lavorare alla ROMSA vi rimase fino all'entrata in guerra del Regno d'Italia, avvenuta il 10 giugno 1940. Si arruolò subito volontario venendo assegnato al deposito dell'11º Reggimento bersaglieri, a partire dal 21 giugno 1941 operò con le truppe di occupazione italiane in Croazia. Rimase gravemente ferito in combattimento nella zona Rijeka-Gabrovac il 2 dicembre dello stesso anno, decedendo presso l'ospedale da campo n. 172 a Karlovac, in Croazia, due giorni dopo. Sepolto inizialmente a Karlovac, dopo la fine della guerra la salma venne traslata nella tomba di famiglia a Fiume.

### Fonti
1. ↑  Gruppo Medaglie d'Oro al Valore Militare 1965, p. 754.
2. ↑  Combattenti Liberazione.
3. 1 2 3 4 5 6 7  La Voce di Fiume n.3 del 30 maggio 1971, p. 3.
4. ↑   Medaglia d'oro al valor militare Kirn, Francesco, su quirinale.it, Quirinale. URL consultato l'11 febbraio 2023.
5. ↑  Registrato alla Corte dei conti lì 1 luglio 1949,  Esercito registro n.19, foglio 112.